# Madagascar, a Journey Diary
Madagascar, a Journey Diary (franska: Madagascar, carnet de voyage) är en  animerad kortfilm från 2010. filmen är skriven och regisserad av Bastien Dubois.

## Handling
Filmen berättas som ur en scrapbook och handlar om en man i Madagaskar och vad han gör där.

## Utmärkelser
Filmen blev Oscarnominerad för bästa animerade kortfilm till Oscarsgalan 2011.